# Janko Rupnik
Janko (Ivan) Rupnik, slovenski pravnik in politolog, * 10. december 1931, Ljubljana, † 10. marec 2003, Ljubljana.
Janko Rupnik je obiskoval osnovno šolo v Vitanju pri Celju, v Ljubljani pa je šolanje nadaljeval na Srednji tehniški šoli. Diplomiral je leta 1959 na ljubljanski Pravni fakulteti, v letu 1966 je ubranil magistrsko nalogo na FSPN v Ljubljani. V letu 1972 se je študijsko izpopolnjeval na Univerzi v Freiburgu v Nemčiji. V decembru 1973 je doktoriral iz političnih znanosti s temo z naslovom "Pomen ustavnosti in njenega varstva za utrditev demokratičnega političnega sistema" pod mentorstvom Gorazda Kušeja prav tako na FSPN v Ljubljani.
Takoj po diplomi se je zaposlil na v Zveznem izvršnem svetu kot referent v kabinetu podpredsednika. V letih 1963−1981 je bil zaposlen na FSPN v Ljubljani, kjer je bil sprva asistent nato pa docent pri predmetu primerjalni politični sistemi.
Leta 1981 je postal izredni profesor za ustavno pravo na Pravni fakulteti Univerze v Mariboru, kjer je predaval vse do upokojitve, od 1986 kot redni profesor. Poleg ustavnopravne znanosti je proučeval še primerjalno ustavno pravo, ustavno sodstvo in politične sisteme. Z referati je sodeloval na več mednarodnih konferencah (Univerza danes v Dubrovniku 1975; 1. svetovni kongres za ustavno pravo v Beogradu 1983). Raziskoval je tudi krajevno zgodovino južnega Pohorja, posebej Vitanja ter proučeval poreklo Hermana Potočnika.

## Dela
- Ustavnost, demokracija in politični sistem, Maribor, 1975
- Mesto in vloga kolektivnega vodenja in upravljanja v političnem sistemu SFRJ, Ljubljana, 1981
- Constitutional review in Yugoslavia, Maribor, 1985
- Ustavno pravo I. Splošni del, Maribor, 1993
- Ustavno pravo Republike Slovenije II. Posebni del, Maribor, 1994 (oboje z Rafaelom Cijanom in Božom Grafenauerjem).